# Les Lesbiennes
Pour plus de détails, voir Fiche technique et Distribution.
Les lesbiennes est un film français réalisé par José Bénazéraf en 1975.

## Fiche technique
- Titre : Les lesbiennes / Une femme plus une femme
- Réalisation : José Bénazéraf
- Scénario :
- Montage :
- Photographie : Philippe Théaudière
- Production :
- Société de production : Les Films du Chêne
- Format : couleur
- Pays :  France
- Langue : français
- Genre : érotique
- Durée : 67 minutes (1 h 7)
- Dates de sortie :  France : 29 octobre 1975

## Distribution
- Joëlle Cœur : Joëlle (créditée comme Joëlle Faguet)
- Martine Azencot : Emma, la soubrette
- Erna Schürer
- Jean-Pierre Mallet
- Fred Williams